# Bragança
Bragança (mirandaiul Bergança vagy Bergáncia) (bɾɐˈɣɐ̃sɐ) kisváros Portugália északkeleti csücskében, az azonos nevű kerület székhelye. Lakossága 35 ezer fő volt 2011-ben.

## Történelem
Az itteni dombtetőn egy sor erőd állt, mielőtt I. Alfonz sógora, Fernão Mendes várat építtetett ide (1130). A város nevét vette fel az első királyi család, mely I. János törvénytelen gyermekétől származott, akit Bragança első hercegének neveztek ki 1442-ben. 
A 15. századra Bragança már kiterjedt a Fervença folyón túlra is. Ekkor alakult ki a Rua dos Fomos mentén a zsidónegyed. Az Észak-Afrikából és Spanyolországból idetelepült zsidók alapították meg a selyemipart.
A királyi családhoz fűződő szálak ellenére Bragança sohasem tudott kitörni az elszigeteltségből. A közelmúltban a hazatérő emigránsok beruházásai és a Portót Spanyolországgal összekötő autópálya azonban fellendítette a város kereskedelmét.

## Fő látnivalók
- A vár és a házak a várfalon belül.
- Museu do Abade de Baçal. Kertjében régészeti leletek vannak kiállítva.
- Domus Minicipalis, a római városi építészet egyetlen épen maradt példánya Portugáliában. [4]
- Templomok: São Bento, São Vicente.

## Galéria

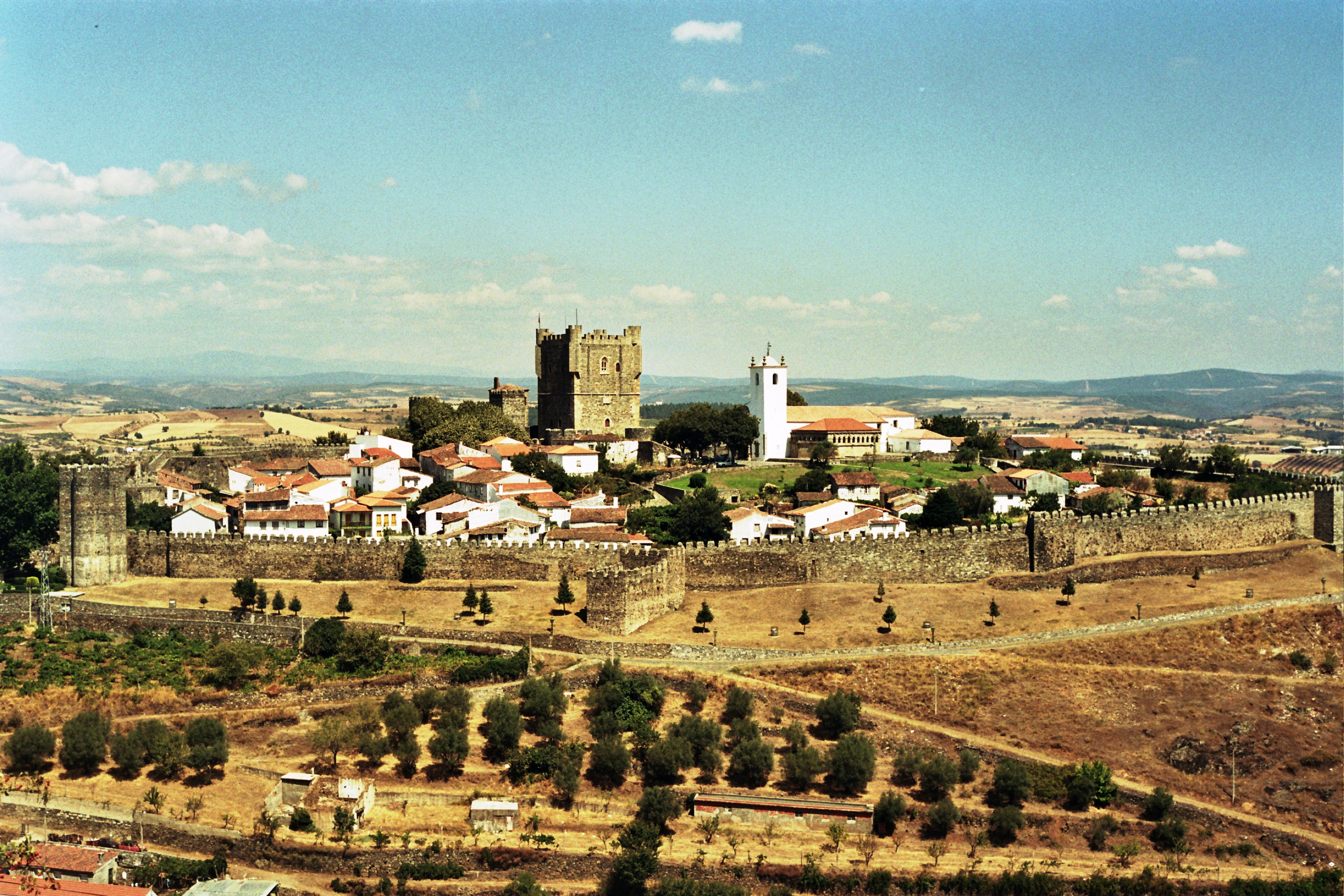
Bragança fallal védett része
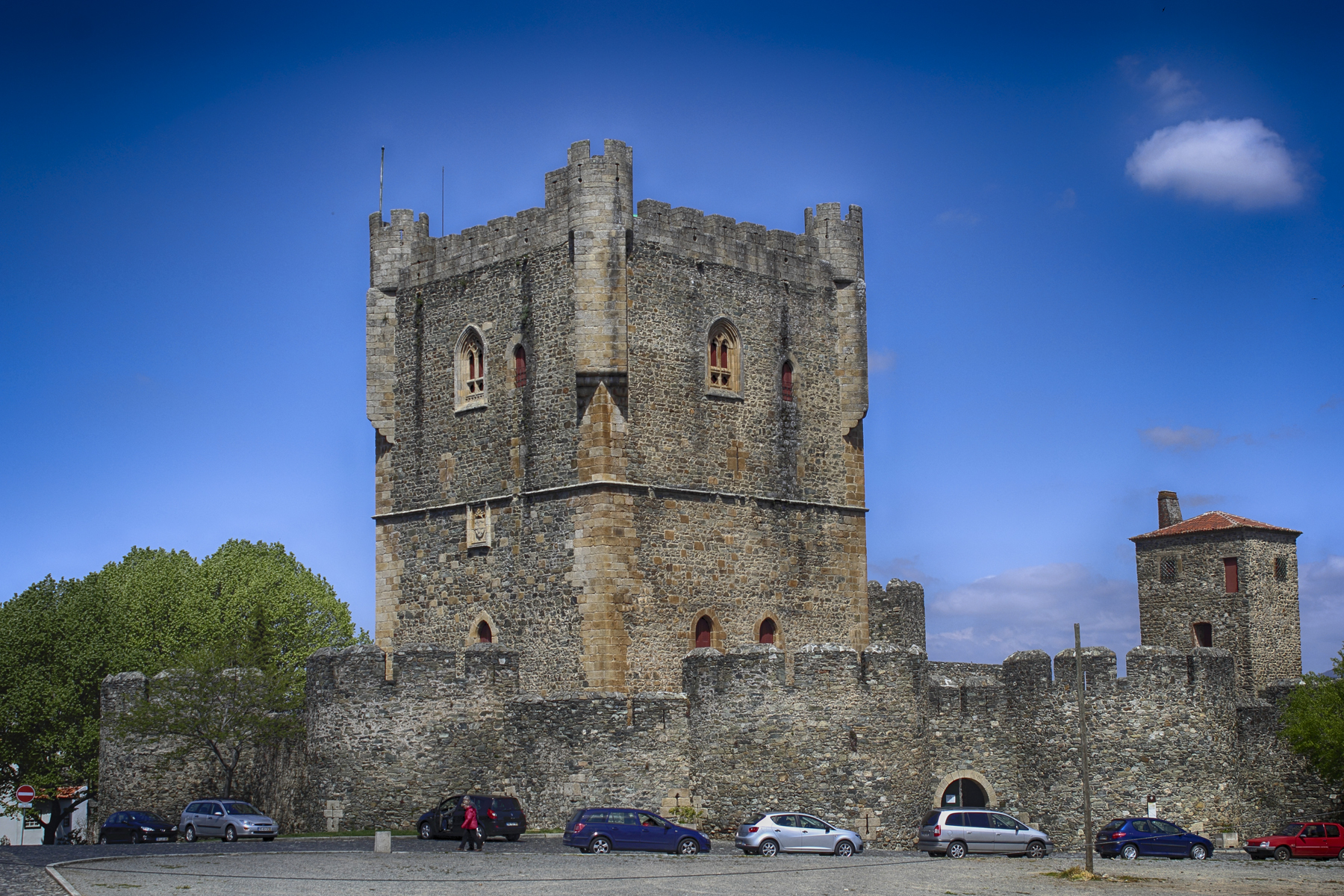
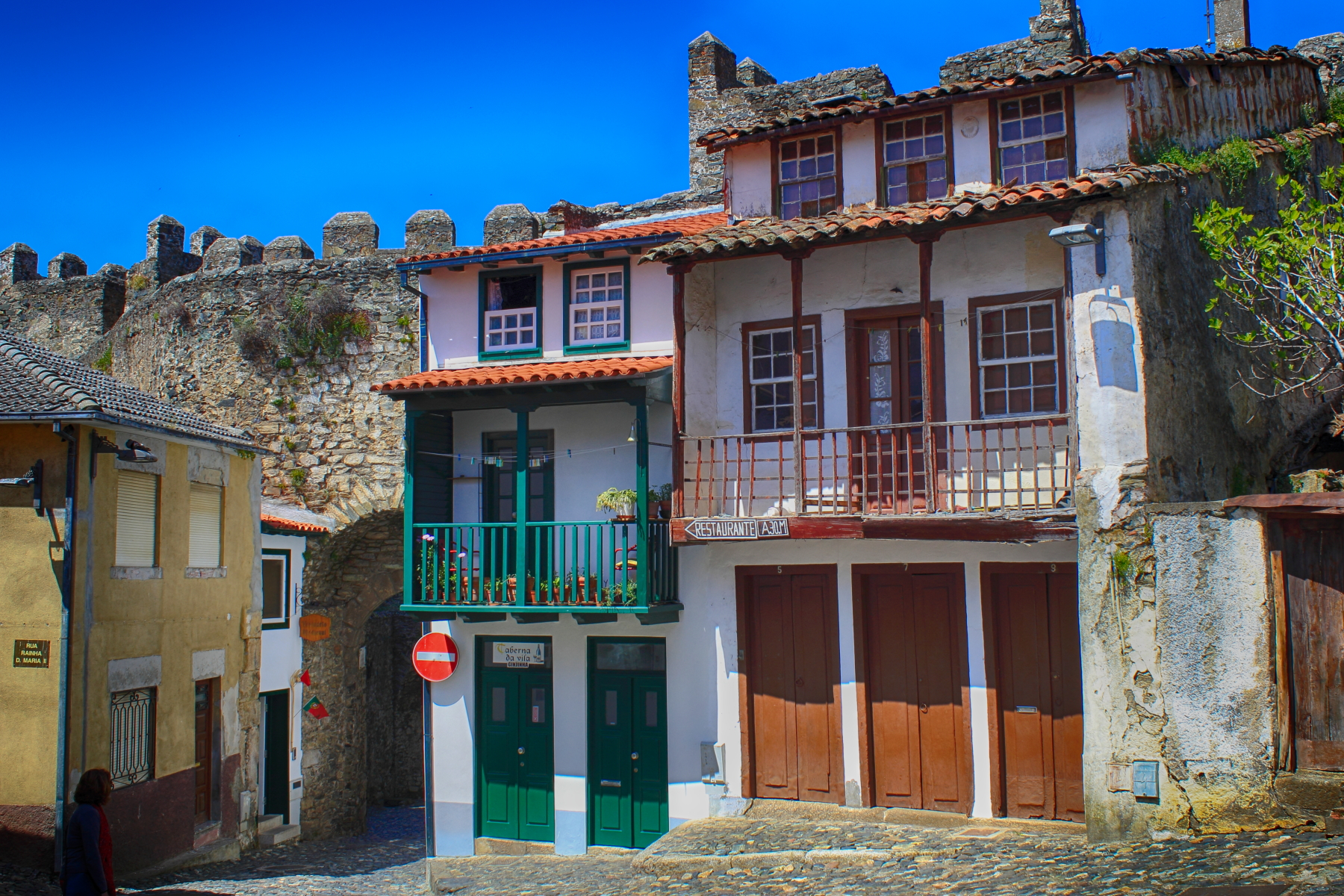
Régi házak
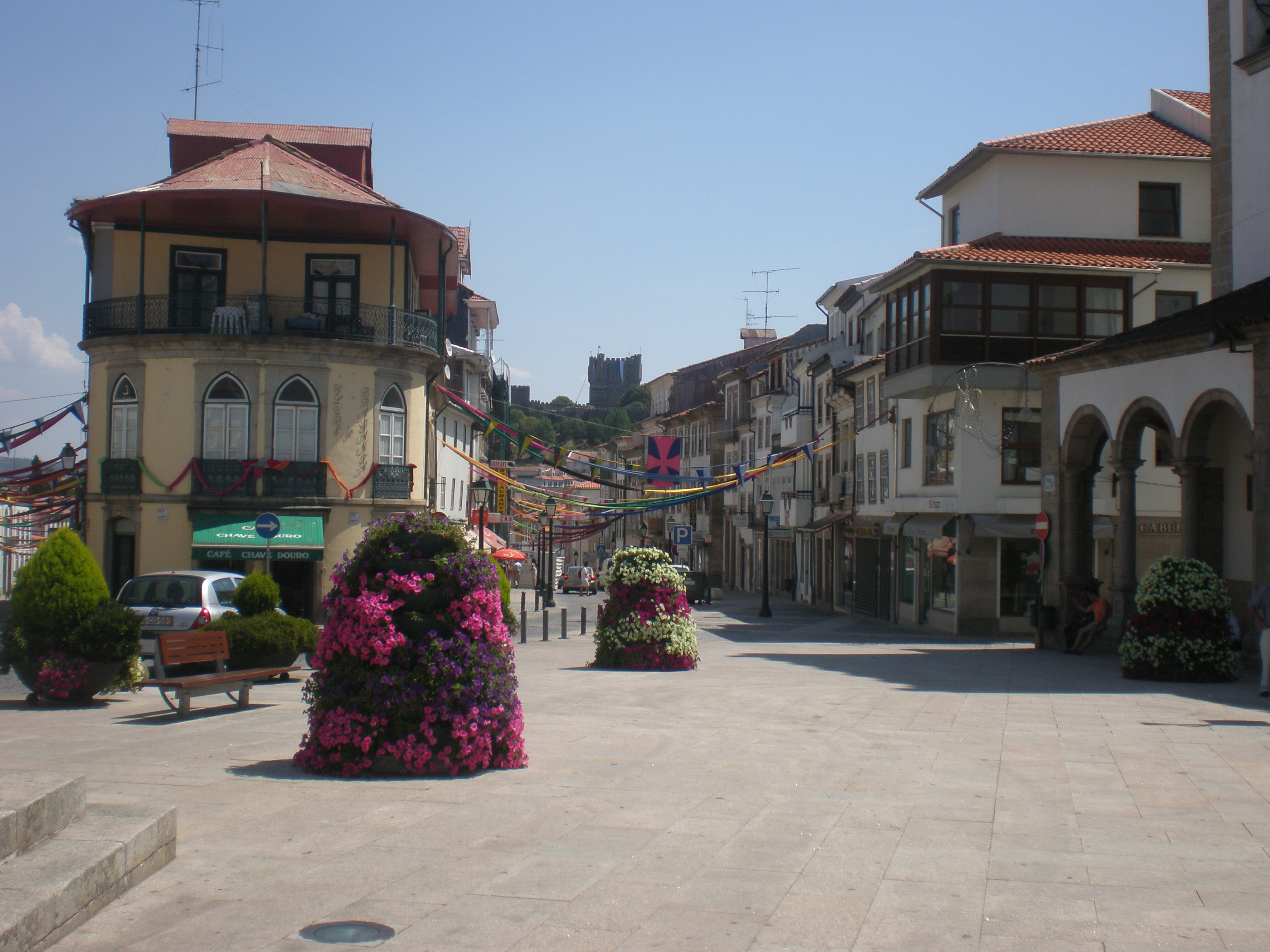
Utcakép (Rua e Castelo de Bragança)
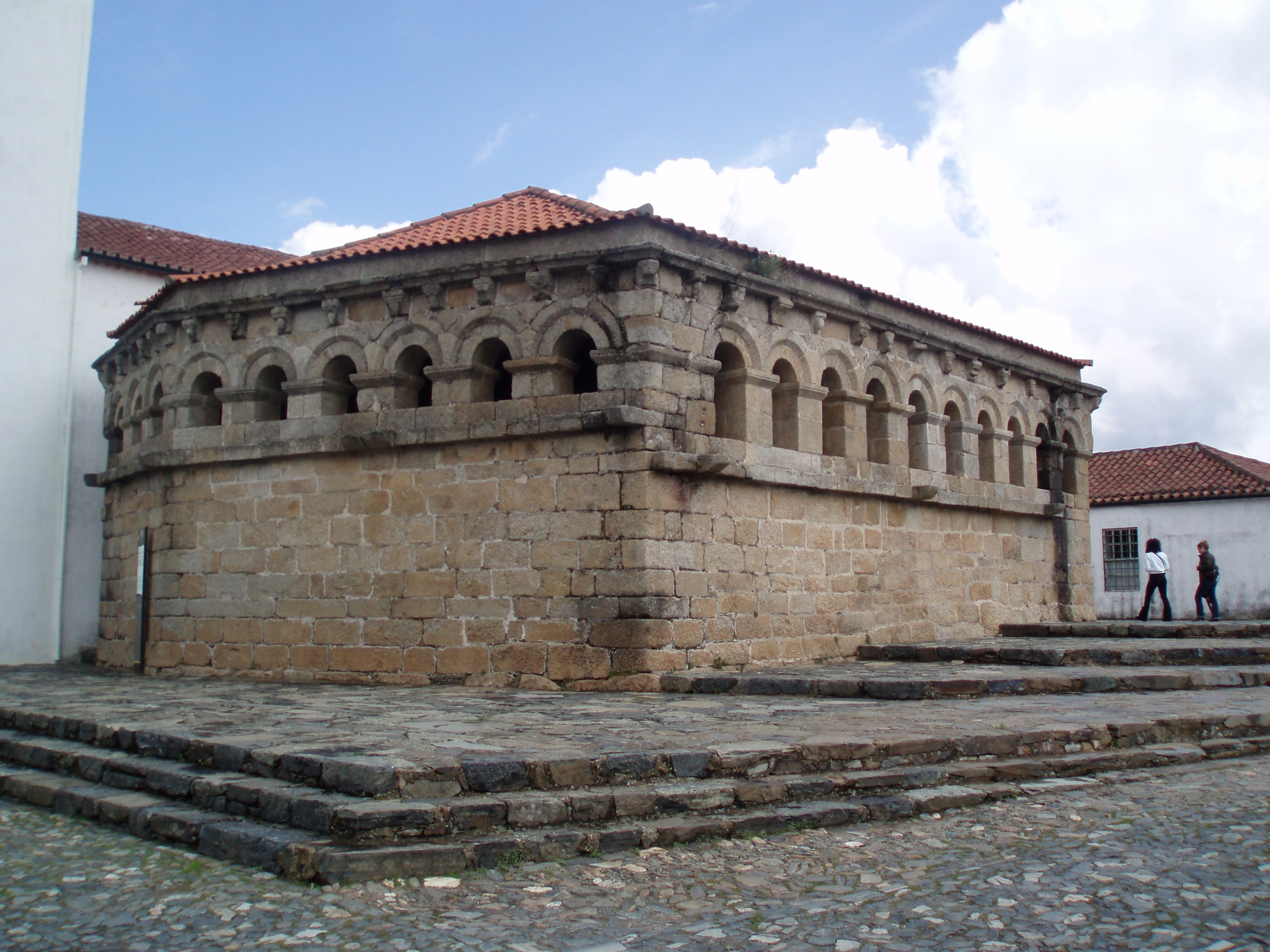
Domus Municipalis
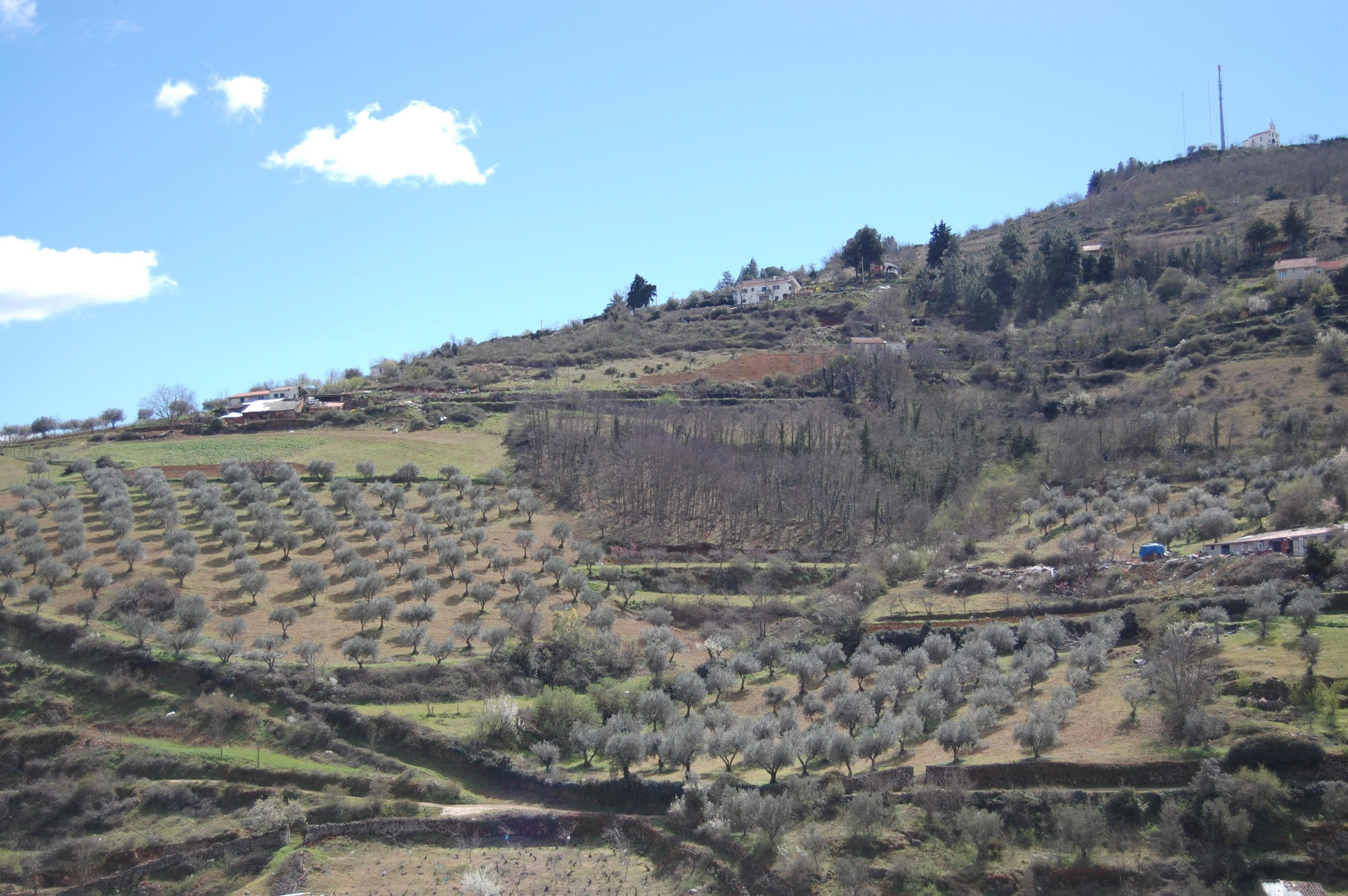
Olajfák Bragança lejtőin